# William Perrett
William Perrett (Nottingham, 23 de agosto de 1996) es un deportista británico que compite en ciclismo en las modalidades de pista y ruta. Ganó una medalla de bronce en el Campeonato Europeo de Ciclismo en Pista de 2023, en la prueba de ómnium.

## Medallero internacional
| Campeonato Europeo | Campeonato Europeo | Campeonato Europeo | Campeonato Europeo |
| Año                | Lugar              | Medalla            | Competición        |
| ------------------ | ------------------ | ------------------ | ------------------ |
| 2023               | Grenchen ( Suiza)  | Medalla de bronce  | Ómnium             |